# Agildo no País das Maravilhas
Agildo no País das Maravilhas foi um programa humorístico transmitido pela Rede Bandeirantes entre os anos de 1987 e 1988, onde o ator principal era Agildo Ribeiro. O programa era feito com atores e fantoches, e satirizava a situação político-social-econômica do Brasil. O formato era fortemente inspirado no programa britânico Spitting Image. Os fantoches representavam, em sua maioria, os políticos brasileiros.

## Principais personagens
Além do ator principal Agildo Ribeiro, os fantoches que mais se destacavam eram José Sarney, Jânio Quadros e Zé Brasil, um fantoche que representava o cidadão brasileiro. Outros personagens bastante cômicos eram Leonel Brizola, Orestes Quércia e Paulo Maluf, dentre outros políticos ativos da época. Até mesmo Xuxa, que pretendia mas desistiu de candidatar-se a carreira política, também tinha seu fantoche. O ex-presidente Tancredo Neves, por já haver falecido, aparecia sempre como um anjo em nuvens do céu.
Havia também a Inflação, representada ou como dragão ou como uma rainha gorda; o FMI, um fantoche com uma cartola semelhante à do Tio Sam e um fantoche de um papagaio que recebia a voz do dublador Nelson Machado, que tambem dava voz ao personagem Zé Brasil, é o mesmo que dá a voz ao personagem Quico da série Chaves. Também havia a participação especial de Suzane Carvalho, como a nossa querida "Miss Constituinte". Os bonecos ganharam as vozes foram manipulados por Luis Perrone, Oscar Pardini, Zé Américo, Ricardo de Souza, Ênio Vivona, Nelson Machado,  Neusa de Souza, a mesma que deu a voz a personagem Vaca Mimosa de Cocoricó da Rede Cultura, Ary Colares, Adelina Ymamura, Fátima Teixeira, Fumyo Kai, Deusa Maria, Ailton Colares e Sueli de Almeida.  
Obs: Oscar Pardini, Zé Américo e Ênio Vivona trabalham no humorístico A Praça é Nossa com Carlos Alberto de Nóbrega, no SBT.

## Tema de abertura
Aaai Brasil… aaai Brasil.... Qualquer dia a gente acorda, vai olhar e ele sumiu… Você vai ver… Faliu… Brasil
Hoje a violência manda no país… Você sabia, quem não morre escapa por um triz?… Alguém falou que a fome não é a causa disso não… O crime é a influência da televisão…
Quanta ilusão, Brasil… Quanta ilusão, Brasil… Qualquer dia a gente acorda, vai olhar e ele sumiu… Você vai ver… Faliiiiiiiiiu!
E no término do tema de abertura, Jânio aparecia e dizia: - Mas que bombaaa!!!
A música Tema chama-se Radio Amendoeira (A hora da verdade brasileira) e é do roteirista, tradutor e compositor Daltony Nóbrega.
Direçao Geral - Augusto César Vanucci
Direçao de palco - Vicente Burger
Produçao - Jorge Campos-Trajano
Pós-Produção: Kadu Telles
Criação dos bonecos: Gepp e Maia

## Cabaré do Barata
Em 1989 o programa mudou-se para a Rede Manchete com o nome de Cabaré do Barata, com os mesmos personagens e introduzindo novos, como o fantoche de Fernando Collor de Mello. Mas tal programa não repetiu o sucesso do seu antecessor e teve fim em 1990.